# Флаг Ретюнского сельского поселения
Флаг муниципального образования Ретюнское сельское поселение Лужского муниципального района Ленинградской области Российской Федерации — опознавательно-правовой знак, служащий официальным символом муниципального образования.
Флаг утверждён 14 ноября 2008 года и внесён в Государственный геральдический регистр Российской Федерации с присвоением регистрационного номера 4513.

## Описание
«Флаг муниципального образования Ретюнское сельское поселение Лужского муниципального района Ленинградской области представляет собой прямоугольное полотнище с отношением ширины флага к длине — 2:3, воспроизводящее композицию герба муниципального образования Ретюнское сельское поселение Лужского муниципального района Ленинградской области в голубом, жёлтом и белом цветах».
Геральдическое описание герба гласит: «В лазоревом (синем, голубом) поле стоящий на золотой земле поверх всего обращённый вправо серебряный орёл, с воздетым левым крылом, возникающим из-за кроны выходящего слева золотого дуба».

## Обоснование символики
Символика флага напоминает о истории и природе Ретюнского сельского поселения. Дуб — аллегория названия Поддубской волости по имени её центра — деревни Поддубье. Дуб — символ крепости и могущества, мужества и доблести. Дуб также изображён в гербах двух родов Неплюевых («Общий гербовник дворянских родов Российской империи» часть I стр. 61 и часть VI стр. 9).
Иван Иванович Неплюев — государственный деятель, один из тех кого называют «птенцы гнезда Петрова» — родился в деревне Наволок Лужского уезда. В 1772 году в Поддубье — имении Неплюева — был возведён каменный храм во имя рождества Иоанна Предтечи. Белый орёл — символ святого Иоанна. Символ орла в качестве щитодержателя можно видеть в гербах двух родов Неплюевых. Орёл на флаге муниципального образования Ретюнское сельское поселение символизирует власть, прозорливость, великодушие, ум, силу, бесстрашие, стойкость, отвагу.
Голубой цвет (лазурь) — символ красоты, любви, мира и возвышенных устремлений.
Белый цвет (серебро) — чистота помыслов, правдивость, невинность, благородство, откровенность, непорочность, надежда.
Жёлтый цвет (золото) — символ божественного сияния, благодати, прочности, величия, солнечного света. Символизирует также могущество, силу, постоянство, знатность, справедливость, верность.